# Йенсен-Эббью, Йонас
Йонас Йенсен-Эббью (англ. Jonas Jensen-Abbew; род. 20 апреля 2002, Херлев, Дания) — датский футболист ганского происхождения, защитник клуба «Норшелланн».

## Карьера

### «Норшелланн»
В июле 2021 года перешёл в основную команду клуба «Норшелланн». Дебютировал в Суперлиге Дании 17 октября 2021 года в матче с «Мидтьюлланном», заменив Адамо Нагало. В Кубке Дании сыграл в матче 1/8 финала с «Оденсе». 

## Карьера в сборной
Играл за сборную Дании до 18 лет. 